# Cuba als Jocs Olímpics d'Estiu de 1992

Cuba va estar representada als Jocs Olímpics de Barcelona de 1992 per un total de 176 esportistes, 126 homes i 50 dones, que van competir en 16 esports. El portador de la bandera a la cerimònia d'obertura va ser el lluitador Héctor Milián.

## Medalles
| Nom                                                                            | Esport             | Competició          |
| ------------------------------------------------------------------------------ | ------------------ | ------------------- |
| Or                                                                             |                    |                     |
| Maritza Martén                                                                 | Atletisme          | Disc F              |
| Javier Sotomayor                                                               | Atletisme          | Salt d'alçada M     |
| Equip                                                                          | Beisbol            | Torneig M           |
| Rogelio Marcelo                                                                | Boxa               | 48 kg M             |
| Joel Casamayor                                                                 | Boxa               | 54 kg M             |
| Héctor Vinent                                                                  | Boxa               | 63,5 kg M           |
| Juan Carlos Lemus                                                              | Boxa               | 71 kg M             |
| Ariel Hernández                                                                | Boxa               | 75 kg M             |
| Félix Savón                                                                    | Boxa               | 91 kg M             |
| Roberto Balado                                                                 | Boxa               | +91 kg M            |
| Héctor Milián                                                                  | Lluita grecoromana | 100 kg M            |
| Alejandro Puerto                                                               | Lluita lliure      | 57 kg M             |
| Equip                                                                          | Voleibol           | Torneig F           |
| Odalys Revé                                                                    | Judo               | –66 kg F            |
| Argent                                                                         |                    |                     |
| Lázaro Martínez Héctor Herrera Norberto Téllez Roberto Hernández               | Atletisme          | 4 × 400 m M         |
| Raúl González                                                                  | Boxa               | 51 kg M             |
| Juan Hernández Sierra                                                          | Boxa               | 67 kg M             |
| Elvis Gregory Guillermo Betancourt Óscar García Tulio Díaz Hermenegildo García | Esgrima            | Floret por equips M |
| Pablo Lara                                                                     | Halterofília       | 75 kg M             |
| Estela Rodríguez                                                               | Judo               | +72 kg F            |
| Bronze                                                                         |                    |                     |
| Ana Fidelia Quirot                                                             | Atletisme          | 800 m F             |
| Ioamnet Quintero                                                               | Atletisme          | Salt d'alçada F     |
| Andrés Simón Joel Lamela Joel Isasi Jorge Luis Aguilera                        | Atletisme          | 4 × 100 m M         |
| Roberto Moya                                                                   | Atletisme          | Disc M              |
| Elvis Gregory                                                                  | Esgrima            | Floret individual M |
| Wilber Sánchez                                                                 | Lluita grecoromana | 48 kg M             |
| Juan Luis Marén                                                                | Lluita grecoromana | 62 kg M             |
| Lázaro Reinoso                                                                 | Lluita lliure      | 62 kg M             |
| Amarilis Savón                                                                 | Judo               | –48 kg F            |
| Driulis González                                                               | Judo               | –56 kg F            |
| Israel Hernández                                                               | Judo               | –65 kg M            |